# Хукстра, Хопи
Даниэль «Хопи» Элизабет Хукстра (Danielle E. (Elizabeth) «Hopi» Hoekstra; род. 11 июля 1972) — американский биолог.
Доктор философии, именной профессор Музея сравнительной зоологии Гарварда, исследователь Howard Hughes Medical Institute (с 2013). Член Национальной АН США (2016) и Американского философского общества (2018).
Удостоена Richard Lounsbery Award (2015) и др. отличий.

## Биография
Окончила Калифорнийский университет в Беркли (1995), где получила степень бакалавра по интегративной биологии с высшим отличием. Степень доктора философии по зоологии получила в 2000 году в Вашингтонском университете в Сиэтле.
В 2000—2003 годах на кафедре экологии и эволюционной биологии Аризонского университета постдок — фелло NIH-NRSA (National Research Service Award Национальных институтов здравоохранения).
В 2003—2006 годах ассистент-профессор отдела биологических наук Калифорнийского университета в Сан-Диего.
С 2007 года ассоциированный профессор, с 2010 года — профессор зоологии Гарвардского университета. В 2014—2019 годах профессор Гарвард-колледжа.
В 2010—2011 годах почётный лектор Университетского колледжа Лондона.
С 2007 года куратор по млекопитающим музея сравнительной зоологии Гарвардского университета.
C 2013 года также исследователь Howard Hughes Medical Institute.
С 2013 года ассоциированный член, с 2014 года полноправный член Broad Institute.
С 2016 года ассоциированный редактор Proceedings of the National Academy of Sciences.
C 2012 года старший редактор секции эволюции PLoS Genetics.
Член редколлегии Current Biology.
В 2007—2010 годах ассоциированный редактор журнала Evolution.
В 2017—2020 годах президент Society for the Study of Evolution и директор в составе совета директоров Genetics Society of America.
В 2011 году вице-президент American Society of Naturalists.
Член Американской академии искусств и наук (2017).
Соредактор The Princeton Guide to Evolution.
Автор работ в Nature, Science, Evolution, Molecular Ecology, Nature Communications, Current Biology, Cell, eLife, PLoS One, Proceedings of the Royal Society B.

## Личная жизнь
Живёт в Кембридже вместе со своим мужем биологом-эволюционистом Джеймсом Маллетом и их сыном.

## Награды и отличия
- Ernst Mayr Award, Society of Systematic Biologists[англ.] (1998)
- Young Investigator Prize, American Society of Naturalists[англ.] (2003)
- Fannie Cox Prize for Excellence in Science Teaching (2011)[10]
- Estela Medrano Award, Pan American Society for Pigment Cell Research (2012, первый удостоенный)[11]
- Spark Award, Women in Science at Harvard Radcliffe (2014)[12]
- Richard Lounsbery Award[англ.] НАН США (2015)
- Bjorkman-Strominger-Wiley Award, Гарвардский университет (2017)[13]
- Harvey Lecture[нем.] (2019)
- C. Hart Merriam Award[англ.] (2019)
- Lowell Thomas Award[англ.] (2022)[14]